# Zabrdica
Zabrdica (em cirílico: Забрдица) é uma vila da Sérvia localizada no município de Valjevo, pertencente ao distrito de Kolubara. A sua população era de 343 habitantes segundo o censo de 2011.

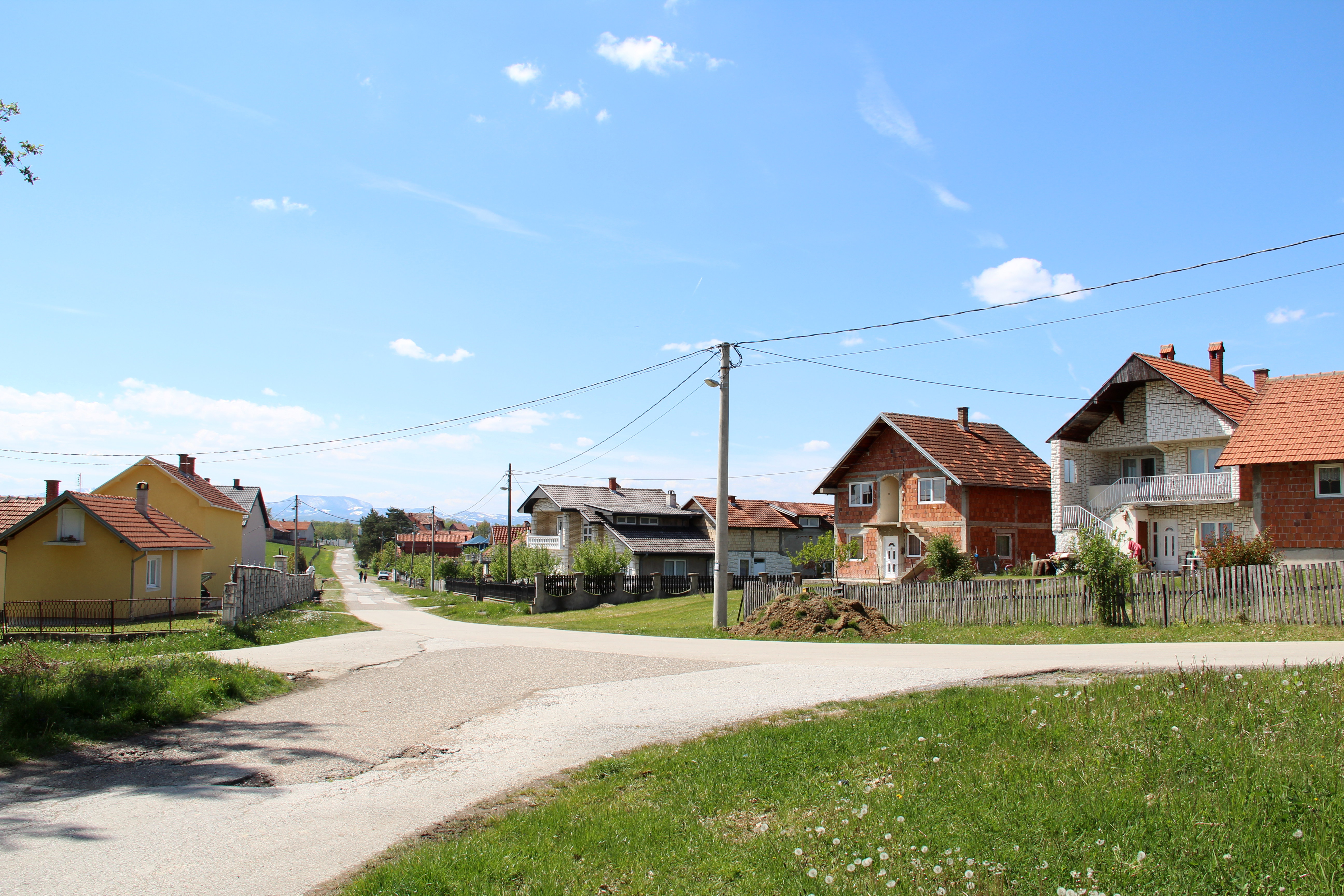
Zabrdica village - panorama
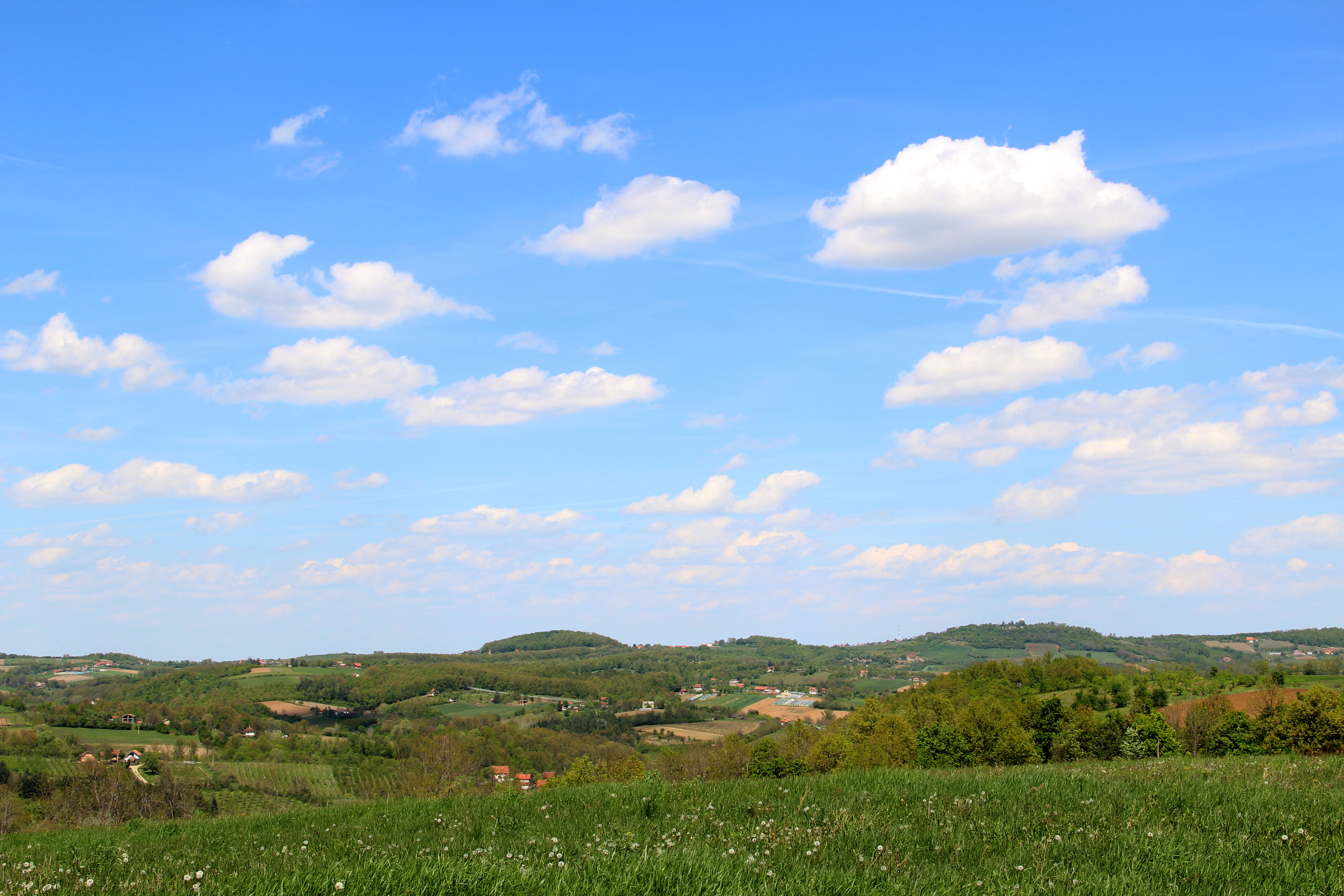
Zabrdica village - panorama
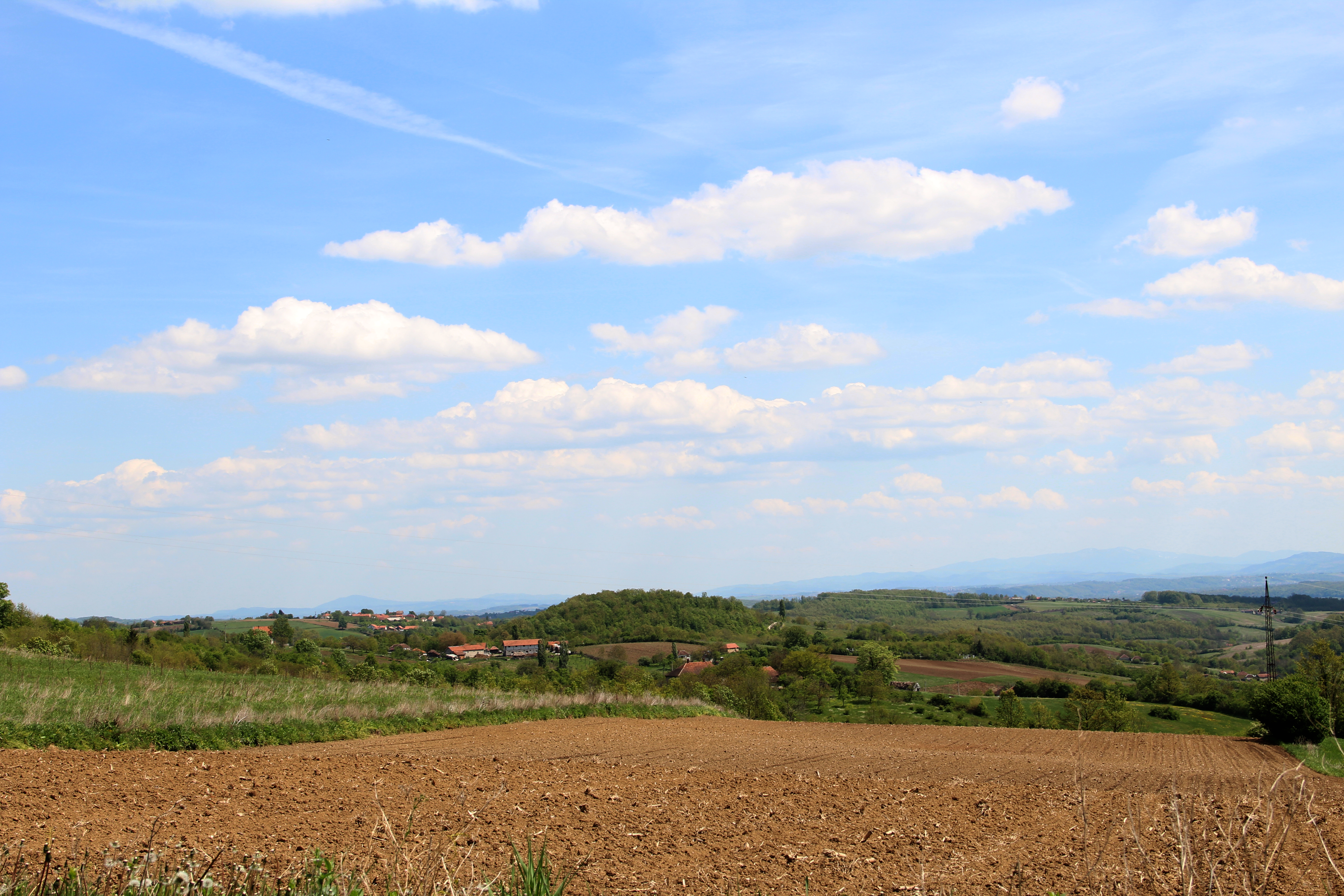
Zabrdica village - panorama
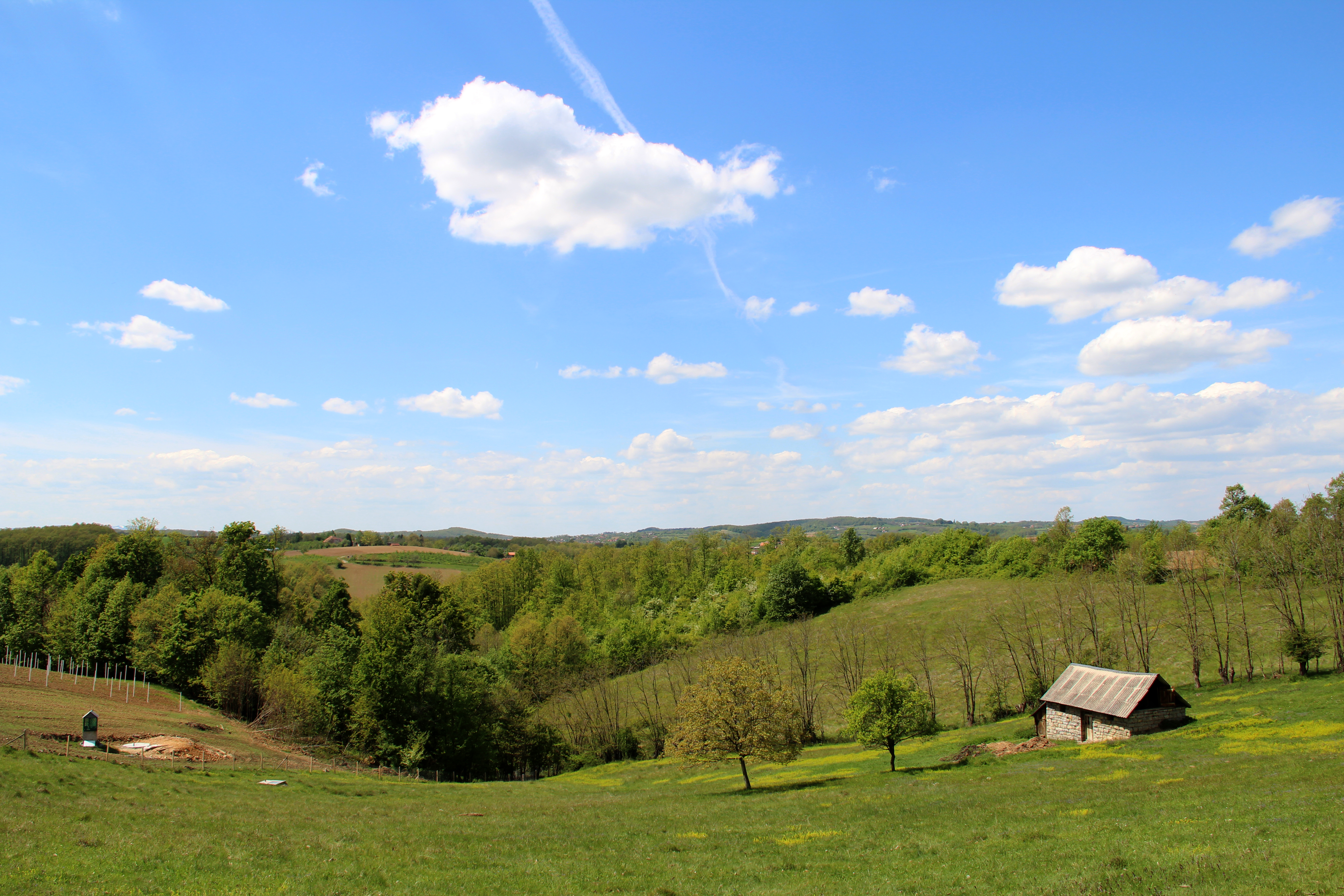
Zabrdica village - panorama
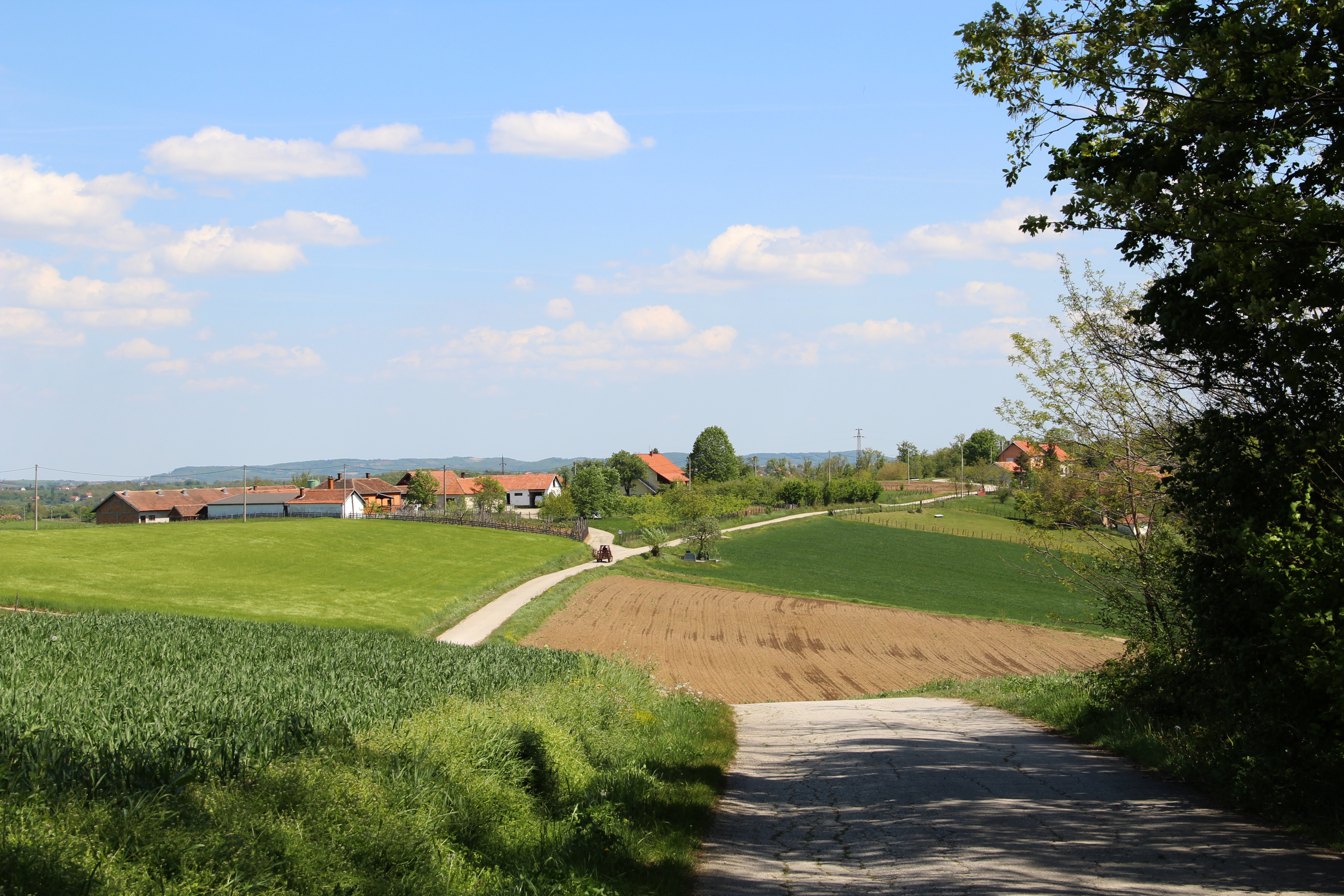
Zabrdica village - panorama
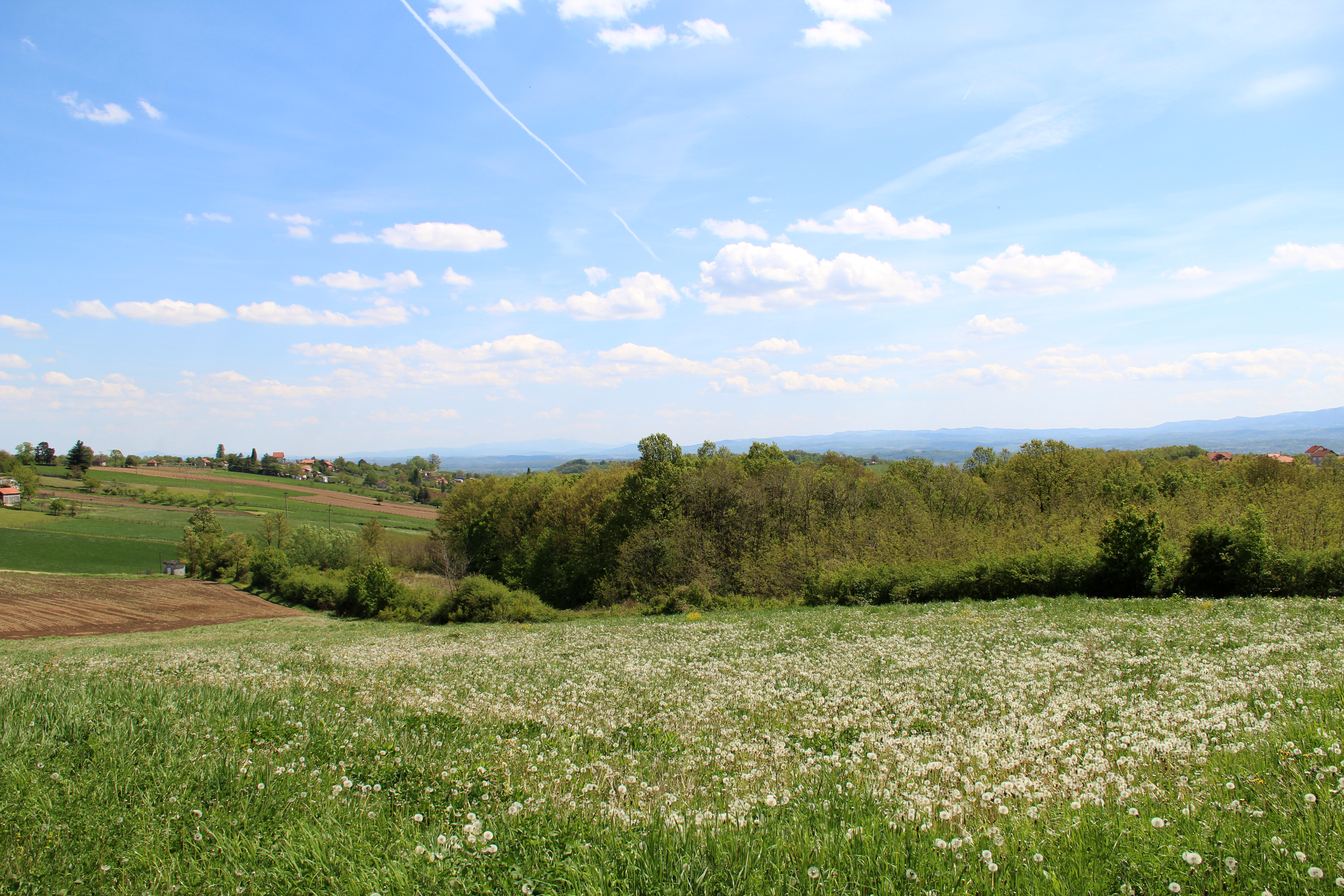
Zabrdica village - panorama
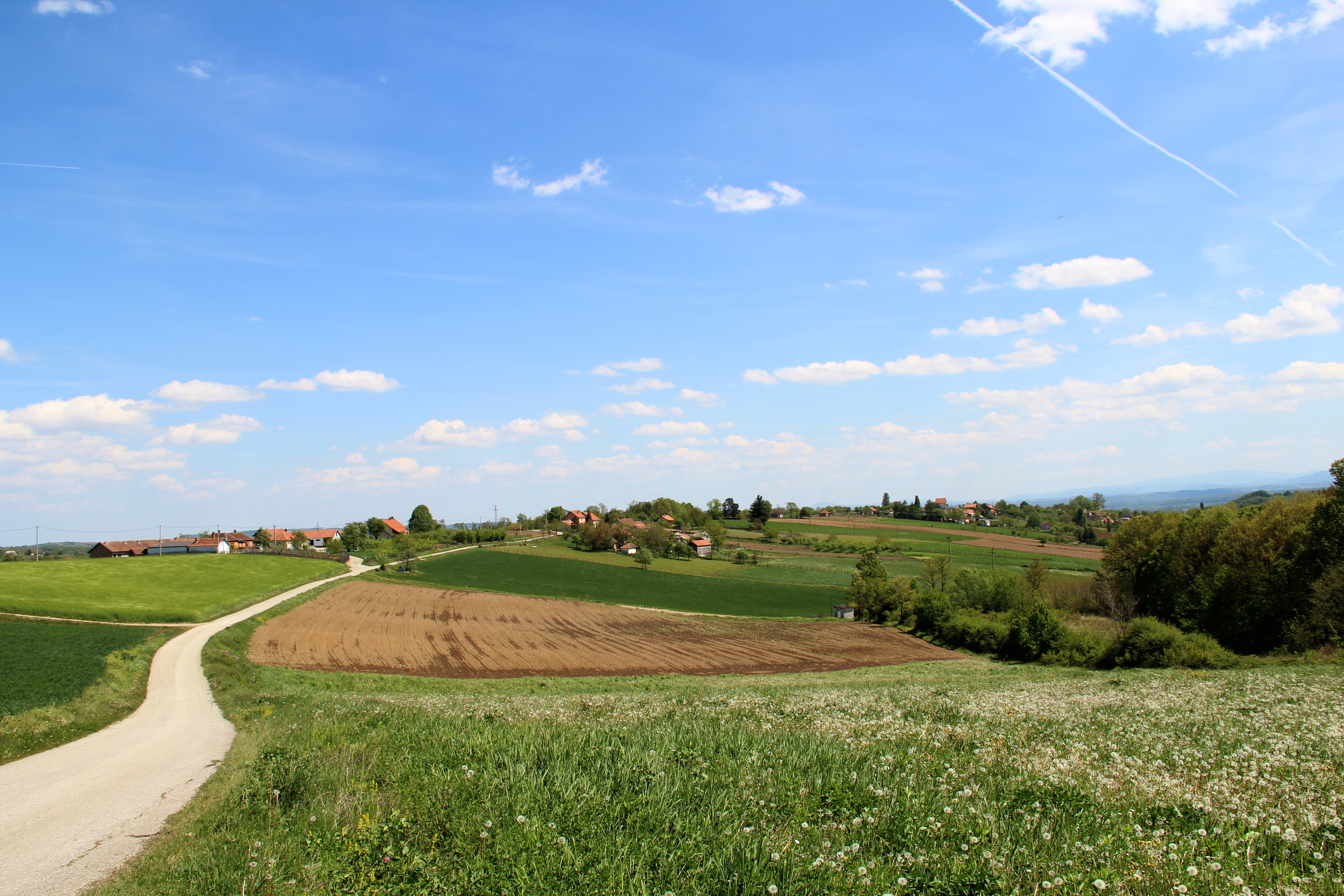
Zabrdica village - panorama
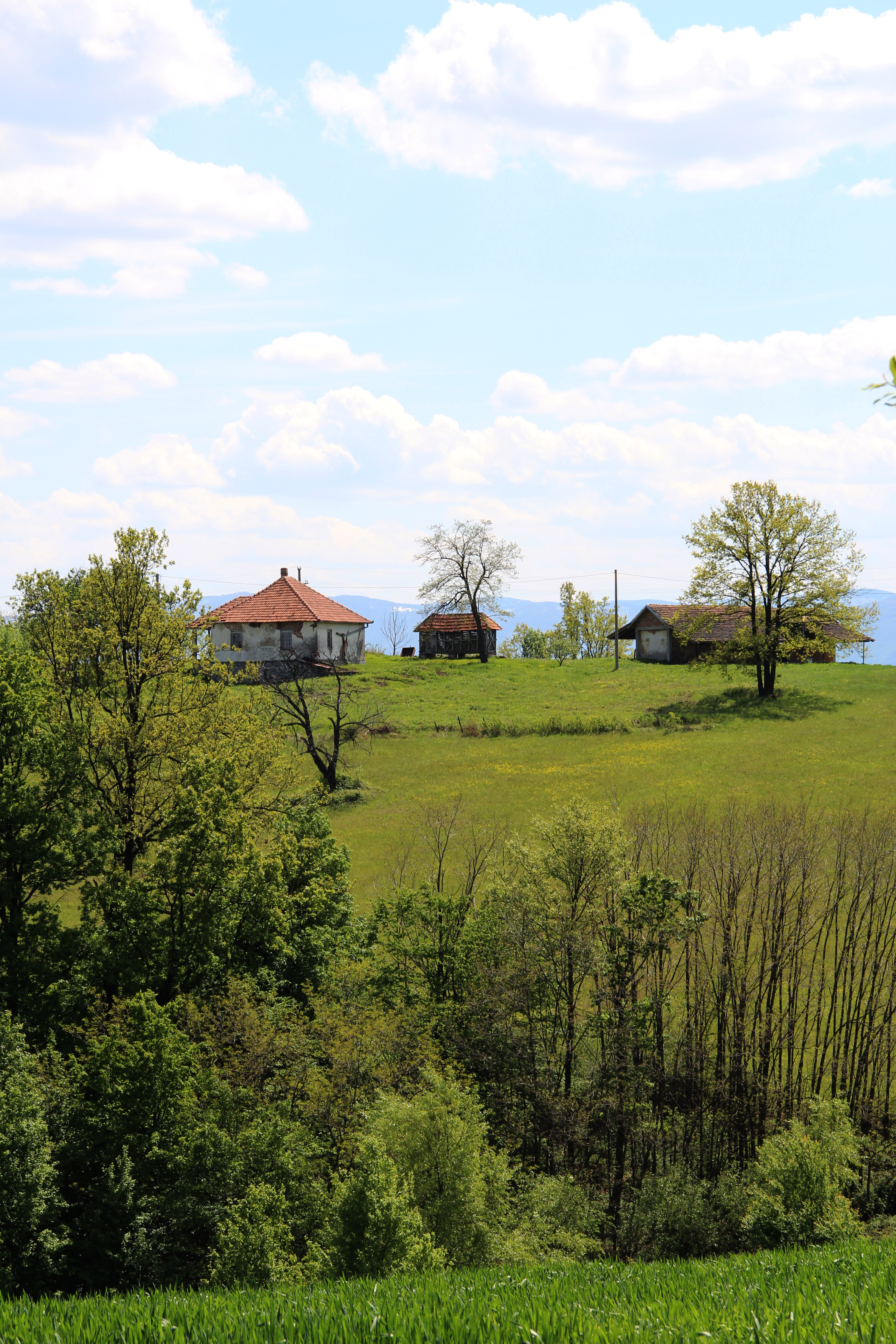
Zabrdica village - panorama

## Demografia
| 1948 | 1953 | 1961 | 1971 | 1981 | 1991 | 2002 | 2011 |
| ---- | ---- | ---- | ---- | ---- | ---- | ---- | ---- |
| 558  | 780  | 702  | 646  | 590  | 491  | 462  | 343  |